# Leslie Stewart
Leslie Millie Stewart Vegas (Lima, 26 de agosto de 1972), conocida como Leslie Stewart, es una actriz, empresaria, exmodelo y profesora de actuación peruana. Es más conocida por el rol estelar de Luciana Pastor en la serie televisiva Ven, Baila, Quinceañera.

## Biografía

### Carrera actoral y televisiva
Realiza sus estudios escolares en el Colegio Santa Úrsula y en el Newton College.
En el año 1991, participa en el certamen Miss Perú, en el cual queda en el Top 8. 
A los 20 años, mientras estudia Administración Hotelera es convocada para protagonizar junto a Julián Legaspi y Renato Rossini la telenovela El ángel vengador: Calígula, producida por Luis Llosa para Frecuencia Latina en donde interpreta a Mariela Córdova.
Leslie continua su carrera en Los de arriba y los de abajo (1994) como la villana Regina Arias compartiendo roles con Julián Legaspi, Óscar Carrillo, Mónica Sánchez, Eduardo Cesti, Irma Maury y Teddy Guzmán; en Malicia (1995) como la villana Sandra compartiendo roles con Renato Rossini, Gianella Neyra, Daniela Sarfati, Christian Meier, Julián Legaspi, Sonia Oquendo y Carla Barzotti; en Escándalo (1997) como la villana Ana Rosa Velarde compartiendo roles con la argentina Lorena Meritano, Christian Meier y Salvador del Solar; en La noche (1996) como Liza Burton y entre otras telenovelas del productor Luis Llosa. También obtiene un papel protagónico en la producción Pisco sour al lado de Paul Martin.
En 1999, participa como antagonista en la telenovela María Emilia, querida interpretando a Marcia Colmenares y compartiendo roles con la venezolana Coraima Torres, el argentino Juan Soler, la mexicana Ana Patricia Rojo, Roberto Moll, Ismael La Rosa y Virna Flores. 
En 2001, entra como copresentadora del segmento de espectáculos dentro del programa de televisión de Ricardo Belmont en América Televisión.
En el 2004, participa como Valeria en la telenovela Locas pasiones de Venevisión que cuenta con las participaciones estelares de Vanessa Terkes y los mexicanos Alejandra Lazcano, Alejandro de la Madrid y Sebastián Ligarde. Luego actúa en la telenovela de corte histórico Eva del Edén la cual es protagonizada por Mónica Sánchez y Diego Bertie. Al siguiente año es parte del elenco recurrente de la segunda temporada de la serie Así es la vida del productor Efraín Aguilar. 
En diciembre de 2006, se muda a Miami, en donde reside varios años. Durante su estadía ahí, labora para el sector de la construcción y comienza a grabar varios episodios para la serie Decisiones de Telemundo.
En el 2008, participa en la miniserie estadounidense Gabriel, amor inmortal de Mega TV y DirecTV protagonizada por el puertorriqueño Chayanne, los mexicanos Angélica Celaya y Sebastián Ligarde y el venezolano José Luis Rodríguez. Al año siguiente empieza a participar en varias telenovelas de Telemundo como Más sabe el diablo interpretando a Isabel Santini y compartiendo roles con la venezolana Gaby Espino, el estadounidense Jencarlos Canela y el colombiano Miguel Varoni, y como El fantasma de Elena interpretando a Vicky Ortega y compartiendo roles con la estadounidense Elizabeth Gutiérrez y el argentino Segundo Cernadas.
En el 2011, actúa en la telenovela estadounidense Aurora como Verónica La Salle y participa en el reality Habacilar: Amigos y rivales. En el año 2012, tiene una participación especial en Relaciones peligrosas de Telemundo protagonizada por la mexicana Sandra Echeverría y el venezolano Gabriel Coronel. Luego participa en las telenovelas estadounidenses Corazón valiente como Thelma Colmenares y Pasión prohibida como Isabel Piamonte.
En 2015, regresa de manera definitiva a Perú, y ese mismo año participa en la teleserie Ven, baila, quinceañera en donde interpreta a Luciana Pastor y comparte roles con Flavia Laos, Javier Delgiudice, Maju Mantilla y Lourdes Berninzon.
De 2017 a 2018, graba para la telenovela Te volveré a encontrar la cual se estrena en 2020 interpretando a Martina Blanco, una mujer alcohólica y la madre de Denisse Blanco (interpretada por Alessandra Füller). Además en 2018 debuta en el cine participando en la película Utopía como Rochi Guidino.
En 2019, participa como recurrente en la teleserie Los Vílchez repitiendo su papel de Luciana Pastor.
En el 2020, participa en la telenovela Princesas, en donde actúa como Diana Ramírez, la madre de Rapunzel La Torre (interpretada por Priscila Espinoza).
En 2021, copresenta y a la vez asume el rol de reportera para el programa Crónicas de impacto de Willax Televisión.
En 2023, participa en la tercera temporada del programa televisivo El gran chef famosos en donde se queda en el cuarto lugar tras varias semanas de competencia.
En 2024, participa en la telenovela Súper Ada protagonizada por Maricarmen Marín, en donde interpreta a Pilar de la Fuente, la madre de Leonardo Alcázar (interpretado por el argentino Pablo Heredia) y la mánager de La Bárbara (interpretada por Virna Flores).

## Vida personal
Tiene tres hijos.

## Otras actividades
En 2021, lanzó su emprendimiento de venta de quinua orgánica titulado «Zast».

## Filmografía

### Televisión

#### Series y telenovelas
- La rosa de Guadalupe Perú (2025) como Ana María (Episodio: Siempre en el corazón).
- Los otros Concha (2024) como María Gracia Albert (Rol recurrente/Antagonista secundaria).
- Súper Ada (2024) como Pilar de la Fuente (Rol principal).
- Brujas como Diana Ramírez Picilli de La Torre (Basada en la reina Arianna) (Rol principal).
- Casting, la serie (2021) (Piloto) (Rol principal).
- Princesas (2020-2021) como Diana Ramírez Picilli de La Torre (Basada en la reina Arianna) (Rol principal).[15]
- Aislados, la serie (2020) como Diana (Rol protagónico).[16][17]
- Te volveré a encontrar (2020) como Martina Blanco Valdemar Vda. de Guerra (Rol principal).[18]
- Los Vílchez (2019) como Luciana Raquel Pastor Fon-Davis de Souza-Sanguinetti (Rol recurrente).
- VBQ: Empezando a Vivir (2018) como Luciana Raquel Pastor Fon-Davis de Souza-Sanguinetti (Rol principal).
- Lazos de amor (2017-2018) como Briggite Castillo (Rol principal).
- VBQ: Todo Por La Fama (2016-2017) como Luciana Raquel Pastor Fon-Davis de Souza-Sanguinetti (Rol principal).
- Amores que matan (2016) como Martha (Rol principal) (Episodio: El amor no tiene edad).
- Ven, baila, quinceañera (2015-2016) como Luciana Raquel Pastor Fon-Davis de Souza-Sanguinetti (Rol principal/Antagonista reformada).
- Pasión prohibida (2013) como Isabel Estrada de Piamonte «Isabel Piamonte» (Rol recurrente).
- Corazón valiente (2012-2013) como Thelma Colmenares de Aragón (Rol recurrente).
- Relaciones peligrosas (2012) como Ivanna Shappiro (Rol recurrente).
- Aurora (2010-2011) como Verónica La Salle (Rol recurrente).
- Perro amor (2010) como María Eugenia (Rol recurrente).
- El fantasma de Elena (2010-2011) como Victoria «Vicky» Ortega (Rol principal).
- Más sabe el diablo (2009-2010) como Isabel Santini (Rol recurrente).
- Gabriel, amor inmortal (2008) como Concierge de hotel (Rol recurrente).
- Bajo las riendas del amor (2007) como Modelo (Rol recurrente).
- Las dos caras de Ana (2006) como Marisela (Rol recurrente).
- Decisiones (2006) como Varios Roles.
- Teatro desde el teatro (2005) (Episodio: Mi querido fantasma) (Rol principal).
- Así es la vida (2005) como Margarita (Rol recurrente).
- Misterio (2004) como Cristina (Rol recurrente).
- Eva del Edén (2004-2005) como Cándida de Peñaloza (Rol principal).
- Tormenta de pasiones (2004-2005) como Valeria (Rol recurrente).
- La mujer de Lorenzo (2003) como Gloria Matos (Rol principal).
- 1000 Oficios (2002) como Martina (Rol recurrente).
- María Emilia, querida (1999-2000) como Marcia Colmenares Luna (Rol antagónico principal).
- Secretos (1998) (Rol recurrente).
- Cosas del amor (1998) como Gloria Marticorena (Rol recurrente).
- Escándalo (1997) como Ana Rosa Velarde (Rol antagónico principal).
- Pisco Sour (1996) (Rol protagónico).
- La noche (1996) como Liza Burton (Rol principal).
- Malicia (1995) como Sandra (Rol antagónico principal).
- Los de arriba y los de abajo (1994-1995) como Regina Arias Recavaren (Rol antagónico principal).
- El ángel vengador: Calígula (1993-1994) como Mariela Córdova (Rol protagónico antagónico).
- La guardia Serafina (1990-1994) (Rol recurrente).
- Screen Two: Serie Uno (1985) (Directora y escritora) (Episodio: Estación espacial: Milton Keynes).

#### Programas
- Más espectáculos (2024) (Invitada especial).
- Baba TV (2024) (Programa web) (Invitada especial).
- Te jalo (2023) (Programa web) (Episodio: Leslie Stewart) (Invitada especial).
- Café con la Chevez (2023) (Programa web) (Invitada especial).
- El gran chef: Famosos 3 (2023) (Participante) (Finalista: Puesto 4).
- Mande quien mande (2023) (Invitada especial).
- Por Dios y por la plata (2022) (Invitada especial).
- Plano detalle (2022) (Entrevistada).
- Damián y el Toyo: Fuera de bromas (2022) (Programa web) (Invitada especial).
- Crónicas de impacto (2021) (Copresentadora y reportera).[19]
- Amor y fuego (2021) (Entrevistadora especial).
- Bueno, bonito y barato (2020) (Programa web) (Presentadora).[20]
- En boca de todos (2019, 2020, 2021, 2022) (Invitada especial).
- Cinescape (2018) (Invitada especial) (Secuencia: Preguntas con cancha).
- Fábrica de sueños (2017) (Colaboradora).
- Mujeres sin filtro (2017) (Invitada especial).
- INfiltrados (2017) (Programa web) (Entrevistada).[21]
- Los reyes del playback (2016) (Participante).
- Pandora Slam (2016) (Entrevistada).[22]
- Al Aire (2016) (Invitada especial).[23]
- Reporte semanal (2015) (Entrevistada).[24]
- Gisela, el gran show (2014) (Concursante invitada) (Secuencia: Mi hombre puede).
- A las once (2014) (Invitada especial).[25]
- Espectáculos (2014, 2016) (Invitada especial).
- Lorena y Nicolasa (2014) (Invitada especial).[26]
- Domingo al día (2013) (Entrevistada).
- Habacilar: Amigos y rivales (2011) (Concursante).
- El francotirador (2009) (Entrevistada)
- Esta noche Conversamos (2001) (Conductora de secuencia de espectáculos).
- Zona de impacto (1994-1996) (Presentadora).
- El Miss Perú 1991 (Edición Especial) (1991) (Participante).

### Cine
- Leslie, el ángel rebelde (2024).[27]
- Al filo de la ley 2 (2023) (Rol principal).[28]
- Sugar en aprietos (2022) (Rol principal).
- Jugo de tamarindo (2019) como Gloria (Rol principal).
- Utopía, la película (2018) como Rochi Guidino (Rol principal).
- ¡Asu mare! 2 (2015) (Escenas eliminadas).[29][30]

### Vídeos musicales
- Ven Baila Quinceañera (2015) (De Nicole Pillman) como Luciana Pastor.
- Empezando a vivir (2017) (De Gaia) como Luciana Pastor.[31]
- Princesas (2020) (De Nicole Pillman) como Diana Ramírez.[32]
- Mi corazón tun tun (2024) (De Maricarmen Marín) como Pilar de la Fuente.[33]

## Otros medios

### Teatro
- El arte de las putas... entre el cemento y los reflejos (2006).
- ¡Asesinas! (2014).[34][26]
- Trampa mortal (2014).[34]
- Actriz mala (2014).[34]
- Monólogos de la vagina (2015).[35][36]
- Papito piernas largas (2015-2016) como Directora de orfanato.[37]
- Monologueando (2016).[23]
- La cena (2018).[38]
- Encerradas (2020).[39]
- Princesas: El musical (2021) como Diana Ramírez.[40]
- Tono 80' y 90', la máquina del tiempo (2022).[41]
- La guerra de los sexos (2022).[42][43]
- El último estreno (2024) como Celeste.[44][45]

### Radio
- Radio Corazón (2017) (Invitada especial).

### Revistas
- Soho Color como Modelo de portada.

### Libros
- Calígulamente Leslie (2016) (Autora).[25][46]

## Eventos

### Certámenes de belleza
- El Miss Perú 1991 (1991) como Participante.

### Otros
- Campaña contra la violencia a la mujer (2019).
- Liga Peruana de Lucha contra el Cáncer (2020-presente) como Vocera.[47]

## Distinciones
- Miss mejor fotogénica (1991)[48]
- Rostro más bello (1991).[48]
- Reina de la quinua (2021).

## Premios y nominaciones
| Año  | Premio                       | Categoría          | Trabajo                 | Resultado | Ref.   |
| ---- | ---------------------------- | ------------------ | ----------------------- | --------- | ------ |
| 2016 | Premios Luces de El Comercio | Mejor Actriz de TV | Ven, baila, quinceañera | Nominada  | [ 49 ] |